# توماتو (آرکانزاس)
توماتو (به انگلیسی: Tomato) یک منطقهٔ مسکونی در ایالات متحده آمریکا است که در شهرستان میسیسیپی، آرکانزاس واقع شده‌است. توماتو ۷۸٫۰۳ متر بالاتر از سطح دریا واقع شده‌است.